# Río Apa
El río Apa es un río de Sudamérica, que discurre en sentido este-oeste hasta desembocar en el río Paraguay, siendo la frontera natural entre Paraguay y Brasil en casi todo su trayecto.
Nace en la cordillera de Amambay y a partir de las ciudades gemelas de Bella Vista Norte y Bela Vista hace de límite entre el estado de Mato Grosso do Sul y los departamentos de Amambay y Concepción. Discurre por un terreno muy plano, por lo que su recorrido es muy tortuoso, presentando gran cantidad de meandros, hasta desembocar en el río Paraguay frente a la localidad de San Lázaro.
Sus principales afluentes provienen de la margen derecha, destacándose el arroyo estrella, los ríos Pirapucu, Caracol y Perdido, que bajan de la sierra Boquedana.